# Diego Cánepa (piragüista)
Diego Cánepa (31 de mayo de 1976) es un deportista argentino que compitió en piragüismo en la modalidad de aguas tranquilas. Ganó dos medallas de bronce en los Juegos Panamericanos de 1995.

## Palmarés internacional
| Juegos Panamericanos | Juegos Panamericanos      | Juegos Panamericanos | Juegos Panamericanos |
| Año                  | Lugar                     | Medalla              | Competición          |
| -------------------- | ------------------------- | -------------------- | -------------------- |
| 1995                 | Mar del Plata (Argentina) | Medalla de bronce    | K2 500 m             |
| 1995                 | Mar del Plata (Argentina) | Medalla de bronce    | K4 500 m             |